# Русінув (гміна Русінув)
Русінув (пол. Rusinów) — село в Польщі, у гміні Русинув Пшисуського повіту Мазовецького воєводства.
Населення — 796 осіб (2011).
У 1975-1998 роках село належало до Радомського воєводства.

## Демографія
Демографічна структура станом на 31 березня 2011 року:
|          | Загалом | Допрацездатний вік | Працездатний вік | Постпрацездатний вік |
| -------- | ------- | ------------------ | ---------------- | -------------------- |
| Чоловіки | 401     | 89                 | 270              | 42                   |
| Жінки    | 395     | 83                 | 227              | 85                   |
| Разом    | 796     | 172                | 497              | 127                  |